# USS Rednour (APD-102)
USS Rednour (APD-102) là một tàu vận chuyển cao tốc lớp Crosley, nguyên được cải biến từ chiếc DE-592, một tàu hộ tống khu trục lớp Rudderow, và đã phục vụ cùng Hải quân Hoa Kỳ trong Chiến tranh Thế giới thứ hai. Nó là chiếc tàu chiến duy nhất của Hải quân Hoa Kỳ được đặt cái tên này, theo tên hạ sĩ quan Tuần duyên Forrest O. Rednour (1923-1943), người từng phục vụ cùng tàu cutter tuần duyên USCGC Escabana (WPG-77) và đã tử trận vào ngày 13 tháng 6, 1943, khi Escabana bị đắm trong lúc giải cứu những người sống sót của chiếc SS Dorchester; Rednour được truy tặng Huân chương Hải quân và Thủy quân Lục chiến. Nó đã phục vụ cho đến khi chiến tranh kết thúc, xuất biên chế năm 1946, rồi được chuyển cho Mexico vào năm 1969 và tiếp tục phục vụ cùng Hải quân Mexico như là chiếc ARM Chihuahua (B08) cho đến năm 2001. Con tàu cuối cùng bị tháo dỡ. Rednour được tặng thưởng một Ngôi sao Chiến trận do thành tích phục vụ trong Thế Chiến II.

## Thiết kế và chế tạo
Thiết kế của lớp Crosley dựa trên việc cải biến lớp tàu hộ tống khu trục Rudderow. Cấu trúc thượng tầng con tàu được mở rộng, đồng thời tháo dỡ bớt vũ khí trang bị để lấy chỗ bố trí nơi nghỉ cho 162 binh lính được vận chuyển cùng khoảng 40 tấn trang bị. Hệ thống động lực tương tự như với các lớp Buckley và Rudderow; là kiểu động cơ turbine-điện General Electric, cung cấp điện năng cho mô-tơ điện để dẫn động hai trục chân vịt.
Dàn vũ khí được giữ lại bao gồm một khẩu pháo 5 inch (130 mm)/38 cal bố trí một phía trước mũi; ba khẩu đội pháo phòng không Bofors 40 mm nòng đôi và sáu pháo phòng không Oerlikon 20 mm; vũ khí chống ngầm gồm hai đường ray Mk. 9 để thả mìn sâu. Thủy thủ đoàn đầy đủ bao gồm 15 sĩ quan và 168 thủy thủ; và con tàu được bố trí tiện nghi để vận chuyển 12 sĩ quan cùng 150 binh lính đổ bộ.
Rednour được đặt lườn như là chiếc DE-592 tại Xưởng tàu Bethlehem-Hingham ở Hingham, Massachusetts vào ngày 30 tháng 12, 1943. Nó được hạ thủy vào ngày 12 tháng 2, 1944, được đỡ đầu bởi bà Forrest O. Rednour, vợ góa của hạ sĩ quan Rednour. Đang khi được hoàn thiện, con tàu được xếp lại lớp như một tàu vận chuyển cao tốc vào ngày 17 tháng 7, 1944, mang ký hiệu lườn mới APD-102, và nhập biên chế cùng Hải quân Hoa Kỳ vào ngày 30 tháng 12, 1944 dưới quyền chỉ huy của Hạm trưởng, Thiếu tá Hải quân Roland H. Cramer.

## Lịch sử hoạt động

### USSRednour
Sau khi hoàn tất việc chạy thử máy huấn luyện tại khu vực Bermuda, Rednour đi đến Norfolk, Virginia vào ngày 7 tháng 2, 1945 để sửa chữa sau chạy thử máy, rồi tiếp tục thực hành đổ bộ tại vịnh Chesapeake và huấn luyện ven biển trước khi chuẩn bị để được điều động sang khu vực Mặt trận Thái Bình Dương. Nó khởi hành từ Melville, Rhode Island vào ngày 24 tháng 2, đi đến San Diego, California vào ngày 11 tháng 3, tiếp tục huấn luyện ven biển trong một tuần lễ trước khi tiếp tục hành trình đi sang khu vực quần đảo Hawaii. Đi đến Trân Châu Cảng vào ngày 25 tháng 3, nó huấn luyện phối hợp cùng các đội phá hoại dưới nước (UDT: Underwater Demolition Team) cho đến ngày 8 tháng 4, khi nó lên đường hộ tống một đoàn tàu chở hàng đi sang đảo san hô Ulithi thuộc quần đảo Marshall.
Rời Ulithi vào ngày 23 tháng 4 để hộ tống một đoàn tàu vận tải, Rednour đi đến ngoài khơi bãi Hagushi, Okinawa vào ngày 26 tháng 4, và hoạt động hỗ trợ cho Chiến dịch Okinawa khi tuần tra ngoài khơi Kerama Retto và hộ tống bảo vệ cho các đoàn tàu vận tải tiếp liệu phục vụ cho chiến dịch. Con tàu cũng đánh trả những đợt không kích cảm tử của đối phương.
Vào đêm 27 tháng 5, cùng với tàu vận chuyển cao tốc Loy (APD-56) và tàu hộ tống khu trục Eisele (DE-34), Rednour tuần tra tại trạm phòng không cách 14 nmi (26 km) về phía Tây Zampa-Misaki (Point Bolo). Một đợt tấn công tự sát bởi máy bay Kamikaze bắt đầu ngay trước nữa đêm, khi một máy bay lao đến Loy bị hỏa lực phòng không bắn nổ tung trên không; tuy nhiên một máy bay thứ hai đã đâm trúng Loy. Một máy bay thứ ba lẫn tránh được hỏa lực phòng không và chạy thoát, nhưng chiếc thứ tư tiếp cận Rednour từ phía mũi tàu bên mạn phải. Bất chấp hỏa lực phòng không dày đặc từ con tàu, chiếc Kamikaze đã đâm trúng phía đuôi Rednour, tạo ra các đám cháy và một lổ thủng rộng 10 ft (3,0 m) trên sàn chính; dù vậy con tàu vẫn tiếp tục nổ súng đánh đuổi một kẻ tấn công tự sát khác. Ba thành viên thủy thủ đoàn đã tử trận và 13 người khác bị thương; chiếc tàu rút lui về Kerama Retto để sửa chữa tạm thời những hư hại.
Rời vùng biển Okinawa vào ngày 14 tháng 6, Rednour quay trở về Hoa Kỳ để được sửa chữa triệt để. Sau các chặng dừng tại Leyte, Philippines và Trân Châu Cảng, nó về đến San Pedro, California vào ngày 22 tháng 7. Con tàu vẫn đang được sửa chữa và đại tu khi Nhật Bản chấp nhận đầu hàng vào ngày 15 tháng 8, giúp chấm dứt vĩnh viễn cuộc xung đột. Khi công việc hoàn tất, nó được phối thuộc cùng Tư lệnh Tiền phương biển Marshall-Gilbert để phục vụ cùng Đội vận tải 104; và sau khi đi ngang qua Trân Châu Cảng và Saipan, nó đi đến Eniwetok vào ngày 15 tháng 9. Trong những tháng tiếp theo nó vận chuyển nhân sự, xe cộ, hàng hóa và tiếp liệu giữa các đảo Eniwetok, Wake, Ponape và Kwajalein. Trong giai đoạn từ ngày 29 tháng 10 đến ngày 5 tháng 11, nó phục vụ như tàu chỉ huy cho hoạt động khảo sát thủy văn của tàu khảo sát Hydrographer (AGS-2) tại khu vực đảo san hô Taongi.
Rời Kwajalein vào ngày 5 tháng 1, 1946 để đi Guam, Rednour tiễn hành khách rời tàu tại Apra Harbor, Guam vào ngày 9 tháng 1 trước khi khởi hành cho hành trình quay trở về vùng bờ Tây. Con tàu ghé đến Kwajalein và Trân Châu Cảng trước khi về đến San Pedro vào ngày 2 tháng 2, rồi tiếp tục hành trình vào ngày 20 tháng 2, băng qua kênh đào Panama và đi đến Norfolk, Virginia vào ngày 8 tháng 3, nơi nó được chuẩn bị để ngừng hoạt động. Nó rời Norfolk vào ngày 31 tháng 3 để đi đến Green Cove Springs, Florida. Con tàu được cho xuất biên chế vào ngày 24 tháng 7, 1946 và được đưa về Hạm đội Dự bị Đại Tây Dương, neo đậu cùng Đội Florida tại Green Cove Springs. Nó sau đó được kéo đến Đội Texas tại Orange, Texas, nhưng tiếp tục bị bỏ không trong thành phần dự bị cho đến khi được rút tên khỏi danh sách Đăng bạ Hải quân vào ngày 1 tháng 3, 1967.

### Chihuahua(B08/E22)
Rednour được chuyển cho Mexico vào tháng 12, 1969 trong khuôn khổ Chương trình Viện trợ Quân sự. Nó thoạt tiên phục vụ cùng Hải quân Mexico như là chiếc ARM Chihuahua (B08), và được đổi tên thành ARM José María Morelos y Pavón vào năm 1994. Sau đó con tàu lấy lại cái tên Chihuahua nhưng mang ký hiệu lườn mới E22. Chihuahua ngừng hoạt động vào ngày 16 tháng 7, 2001.

## Phần thưởng
Rednour được tặng thưởng một Ngôi sao Chiến trận do thành tích phục vụ trong Thế Chiến II.
|  |             |  |
|  | Bronze star |  |

| Dãi băng Hoạt động Tác chiến (truy tặng) |                                                                         |                                      |
| Huân chương Chiến dịch Hoa Kỳ            | Huân chương Chiến dịch Châu Á-Thái Bình Dương với 1 Ngôi sao Chiến trận | Huân chương Chiến thắng Thế Chiến II |